# فهرست پرفروش‌ترین فیلم‌های سینمای هند
این مقاله فهرستی از پرفروش‌ترین فیلم‌های هندی را ارائه می‌کند که شامل فیلم‌هایی از زبان‌های مختلف بر اساس برآوردهای گیشه جهانی است که توسط منابع معتبر گزارش شده‌است. هیچ ردیابی رسمی از ارقام باکس آفیس داخلی در هند وجود ندارد و سایت‌های هندی که داده‌ها را منتشر می‌کنند اغلب برای افزایش تخمین گیشهٔ داخلی خود تحت فشار قرار می‌گیرند.
فیلم‌های هندی از اوایل قرن بیستم در بازارهای سراسر جهان به نمایش درآمدند. از سال ۲۰۰۳، بازارهایی در بیش از ۹۰ کشور وجود دارند که در آن فیلم‌هایی از هند به نمایش در می‌آیند. در دهه اول قرن بیست و یکم، قیمت بلیت به‌طور مداوم افزایش یافت، تعداد سالن‌ها سه برابر شد و تعداد چاپ‌های یک فیلم در حال اکران افزایش یافت که منجر به افزایش چشمگیر فروش گیشه شد.
اکثر فیلم‌های پرفروش‌ترین هندی از سینمای بالیوود هستند. تا سال ۲۰۱۴، سینمای هندی ۴۳ درصد از درآمد خالص گیشهٔ هند را به خود اختصاص داده‌است، در حالی که سینمای تلوگو و تامیل ۳۶ درصد و سایر صنایع منطقه‌ای ۲۱ درصد را تشکیل می‌دهند.

## پرفروش‌ترین فیلم‌های سینمای هند
جدول زیر ۵۰ فیلم برتر هندی را فهرست می‌کند که شامل فیلم‌هایی از تمام زبان‌های هندی است. ارقام برای تورم تعدیل نشده‌اند.
فهرست فیلم‌های زیر بر حسب روپیه هند طبقه‌بندی شده‌اند. تبدیل ارز به دلار آمریکا نیز به عنوان نقطهٔ مرجع ارائه می‌شود، زیرا بسیاری از این فیلم‌ها اکران‌های بین‌المللی داشتند. با این حال، تبدیل ارز ممکن است سازگار نباشد، زیرا نرخ تبدیل دلار به روپیه در طول زمان تغییر کرده‌است، از ۴۸ روپیه در هر دلار در سال ۲۰۰۹ به بیش از ۶۵ روپیه در هر دلار در سال ۲۰۱۷. نرخ ارز تا پیش از سال ۲۰۰۹ بسیار متفاوت بود، بنابراین تعدادی از فیلم‌های قدیمی‌تر که از نظر دلار آمریکا درآمد بالایی داشتند، در این فهرست کمتر دیده می‌شوند. برای آمار ناخالص فیلم‌های قدیمی‌تر، پرفروش‌ترین فیلم‌ها بر پایهٔ سال را ببینید.
| رتبه | اوج | فیلم                         | سال  | استودیو                                           | زبان اصلی         | فروش جهانی                                               | منبع                 |
| ---- | --- | ---------------------------- | ---- | ------------------------------------------------- | ----------------- | -------------------------------------------------------- | -------------------- |
| ۱    | ۱   | دنگل                         | ۲۰۱۶ | عامر خان یوتی‌وی موشن پیکچرز والت دیزنی هند        | هندی              | ۲٬۰۲۴–۲٬۲۰۰ کرور (۲۹۶–۳۲۲ میلیون دلار)                   | [ ۸ ]                |
| ۲    | ۱   | باهوبالی ۲: فرجام            | ۲۰۱۷ | آرکا مدیا وورکس                                   | تلوگو تامیلی      | ۱٬۸۱۰ کرور (۲۶۵ میلیون دلار)                             | [ ۸ ]                |
| ۳    | ۳   | آرآرآر                       | ۲۰۲۲ | دی‌وی‌وی                                            | تلوگو             | ۱٬۲۰۰ کرور (۱۷۵٫۴۷ میلیون دلار)                          | [ ۹ ] [ ۱۰ ]         |
| ۴    | ۳   | کی.جی.اف: بخش ۲              | ۲۰۲۲ | هومبیل فیلمز                                      | کنادا             | ۱٬۲۰۰–۱٬۲۵۰ کرور (۱۷۵–۱۸۳ میلیون دلار)                   | [ ۱۱ ] [ ۱۲ ] [ ۱۳ ] |
| ۵    | ۵   | پتان                         | ۲۰۲۳ | یاش راج فیلمز                                     | هندی              | ۱٬۰۴۹٫۶۹ کرور (۱۳۰ میلیون دلار)                          |                      |
| ۶    | ۳   | فوق‌ستاره مخفی                | ۲۰۱۷ | عامر خان فیلمز                                    | هندی              | ۹۷۷ کرور (۱۴۳ میلیون دلار)                               | [ n ۱ ]              |
| ۷    | ۳   | برادر باجرانگی               | ۲۰۱۵ | سلمان خان کبیر خان ایروس                          | هندی              | ۹۶۹٫۰۶ کرور (۱۴۱٫۷ میلیون دلار)                          | [ n ۲ ]              |
| ۸    | ۱   | پی‌کی                         | ۲۰۱۴ | وینود چوپرا فیلمز راجکومار هیرانی                 | هندی              | ۸۵۴ کرور (۱۲۴٫۸۷ میلیون دلار)                            | [ ۲۴ ] [ ۲۵ ]        |
| ۱۰   | ۴   | سلطان                        | ۲۰۱۶ | یاش راج فیلمز                                     | هندی              | ۶۲۳٫۳۳ کرور (۹۱ میلیون دلار)                             | [ ۲۶ ]               |
| ۱۱   | ۲   | آغاز باهوبالی                | ۲۰۱۵ | آرکا مدیا وورکس                                   | تلوگو تامیلی      | ۶۰۰–۶۵۰ کرور (۹۵ میلیون دلار)                            | [ ۲۷ ] [ ۲۸ ] [ ۲۹ ] |
| ۱۲   | ۱   | موج ۳                        | ۲۰۱۳ | یاش راج فیلمز                                     | هندی              | ۵۸۹٫۲ کرور (۸۶٫۱۵ میلیون دلار)                           | [ n ۳ ]              |
| ۱۳   | ۸   | سانجو                        | ۲۰۱۸ | راجکومار هیرانی وینود چوپرا فیلمز                 | هندی              | ۵۸۶٫۸۵ کرور (۸۵٫۸۱ میلیون دلار)                          | [ ۳۶ ]               |
| ۱۴   | ۷   | پادماواتی                    | ۲۰۱۸ | سانجای لیلا بانسالی وایاکام۱۸ استودیوز            | هندی              | ۵۸۵ کرور (۸۶ میلیون دلار)                                | [ ۳۷ ] [ ۱۴ ]        |
| ۱۵   | ۸   | تایگر زنده است               | ۲۰۱۷ | یاش راج فیلمز                                     | هندی              | ۵۶۵ کرور (۸۷٫۳۲ میلیون دلار)                             | [ ۸ ] [ ۳۸ ]         |
| ۱۶   | ۹   | جنگ                          | ۲۰۱۹ | یاش راج فیلمز                                     | هندی              | ۴۷۵٫۵ کرور (۶۸ میلیون دلار)                              | [ ۳۹ ]               |
| ۱۷   | ۱   | سه احمق                      | ۲۰۰۹ | وینود چوپرا فیلمز                                 | هندی              | ۴۶۰ کرور (۹۵ میلیون دلار)                                | [ ۳۰ ] [ ۱۴ ]        |
| ۱۸   | ۱۴  | ملودی کور                    | ۲۰۱۸ | وایاکام۱۸ استودیوز مچ‌باکس پیکچرز                  | هندی              | ۴۵۶٫۸۹ کرور (۶۵ میلیون دلار)                             | [ ۴۰ ]               |
| ۱۹   | ۱۸  | ویکرام (فیلم ۲۰۲۲)           | ۲۰۲۲ | راج کمال فیلمز انترنشنال                          | تامیلی            | ۴۴۲٫۴۵ کرور (۵۵ میلیون دلار)                             | [ ۴۱ ] [ ۴۲ ]        |
| ۲۰   | ۱۶  | ساهو                         | ۲۰۱۹ | یووی کرییشنز تی-سریز                              | هندی تامیلی تلوگو | ۴۳۳٫۰۶ کرور (۵۴ میلیون دلار)                             | [ ۴۳ ]               |
| ۲۱   | ۶   | گنجینه‌ای به نام عشق پیدا کرد | ۲۰۱۵ | فاکس استار استودیوز راجشری پروداکشنز              | هندی              | ۴۳۲ کرور (۶۷ میلیون دلار)                                | [ ۴۴ ] [ ۱۴ ]        |
| ۲۲   | ۲   | قطار چنای                    | ۲۰۱۳ | رد چیلیز انترتینمنت                               | هندی              | ۴۲۴٫۵۴ کرور (۵۳ میلیون دلار)                             | [ ۴۵ ]               |
| ۲۳   | ۴   | لگد                          | ۲۰۱۴ | نادیادوالا گرندسان                                | هندی              | ۴۰۲ کرور (۶۶ میلیون دلار)                                | [ ۴۶ ]               |
| ۲۴   | ۱۷  | سیمبا                        | ۲۰۱۸ | ریلاینس انترتینمنت دارما پروداکشنز                | هندی              | ۴۰۰ کرور (۵۸ میلیون دلار)                                | [ ۴۷ ]               |
| ۲۵   | ۵   | سال نو مبارک                 | ۲۰۱۴ | رد چیلیز انترتینمنت                               | هندی              | ۳۹۷٫۲۱ کرور (۶۵٫۰۸ میلیون دلار)                          | [ ۴۸ ] [ ۴۹ ]        |
| ۲۶   | ۸   | کریش ۳                       | ۲۰۱۳ | راکیش روشن                                        | هندی              | ۳۹۳٫۳۷ کرور (۶۷ میلیون دلار)                             | [ ۵۰ ]               |
| ۲۷   | ۲۱  | کبیر سینگ                    | ۲۰۱۹ | سینه۱ استودیوز تی-سریز                            | هندی              | ۳۷۹ کرور (۵۴ میلیون دلار)                                | [ ۵۱ ]               |
| ۲۸   | ۱۰  | دلداده                       | ۲۰۱۵ | رد چیلیز انترتینمنت روهیت شتی                     | هندی              | ۳۷۶٫۸۵ (۵۹ میلیون دلار)                                  | [ ۵۲ ]               |
| ۲۹   | ۲۵  | تانهاجی                      | ۲۰۲۰ | آجای دفگن فیلمز تی-سریز                           | هندی              | ۳۶۷٫۶۵ کرور (۴۹ میلیون دلار)                             | [ ۵۳ ]               |
| ۳۰   | ۱۱  | باجی‌رائو و مستانه            | ۲۰۱۵ | سانجای لیلا بانسالی ایروس                         | هندی              | ۳۵۸ کرور (۵۵٫۸۱ میلیون دلار)                             | [ ۵۴ ]               |
| ۳۱   | ۲۶  | پوشپا: ظهور                  | ۲۰۲۱ | میتری مووی میکرز موتامستی مدیا                    | تلوگو             | ۳۵۵ کرور (۴۴ میلیون دلار)–۳۶۵ کرور (۴۶ میلیون دلار) کرور | [ ۵۵ ] [ ۵۶ ]        |
| ۳۲   | ۲۶  | آوری: حمله جراحی             | ۲۰۱۹ | آراس‌وی‌پی موویز                                    | هندی              | ۳۴۲٫۰۶ کرور (۴۸٫۵۷ میلیون دلار)                          | [ ۵۷ ]               |
| ۳۳   | ۳۱  | پرونده‌های کشمیر              | ۲۰۲۲ | زی استودیوز آبیشک آگاروال آرتز                    | هندی              | ۳۴۰٫۱۶ کرور (۴۳ میلیون دلار)                             | [ ۵۸ ]               |
| ۳۴   | ۵   | بنگ بنگ!                     | ۲۰۱۴ | فاکس استار استودیوز                               | هندی              | ۳۴۰ کرور (۵۳ میلیون دلار)                                | [ ۵۹ ]               |
| ۳۵   | ۲۱  | قاتلان هندوستان              | ۲۰۱۸ | یاش راج فیلمز                                     | هندی              | ۳۳۵ کرور (۴۸٫۹۸ میلیون دلار)                             | [ ۶۰ ]               |
| ۳۶   | ۲   | زمانی تایگر وجود داشت        | ۲۰۱۲ | یاش راج فیلمز                                     | هندی              | ۳۳۴٫۳۹ کرور (۶۲٫۵۸ میلیون دلار)                          | [ ۶۱ ]               |
| ۳۷   | ۳۰  | بهارات                       | ۲۰۱۹ | ریل لایف پروداکشنز سلمان خان فیلمز تی-سریس        | هندی              | ۳۲۵٫۵۸ کرور (۴۶٫۲۳ میلیون دلار)                          | [ ۶۲ ]               |
| ۳۸   | ۱۹  | مدرسه هندی                   | ۲۰۱۷ | تی-سریز                                           | هندی              | ۳۲۳٫۳ کرور (۴۷٫۲۷ میلیون دلار)                           | [ n ۴ ]              |
| ۳۹   | ۳   | جوانی و دیوانگی              | ۲۰۱۳ | دارما پروداکشنز                                   | هندی              | ۳۱۹٫۶ کرور (۵۴٫۵۴ میلیون دلار)                           | [ ۶۶ ]               |
| ۴۰   | ۳۴  | خبر خوب                      | ۲۰۱۹ | زی استودیوز دارما پروداکشنز                       | هندی              | ۳۱۸٫۵۷ کرور (۴۵٫۲۴ میلیون دلار)                          | [ ۶۷ ]               |
| ۴۱   | ۲۲  | توالت: یک داستان عاشقانه     | ۲۰۱۷ | وایاکام۱۸ استودیوز                                | هندی              | ۳۱۱٫۵ کرور (۴۷٫۸۳ میلیون دلار)                           | [ ۶۸ ]               |
| ۴۲   | ۱۹  | هرج‌ومرج دوباره               | ۲۰۱۷ | روهیت شتی پروداکشنز                               | هندی              | ۳۱۱٫۰۵ کرور (۴۷٫۷۶ میلیون دلار)                          | [ ۶۹ ]               |
| ۴۳   | ۱۸  | رئیس                         | ۲۰۱۷ | رد چیلیز انترتینمنت                               | هندی              | ۳۰۸٫۸۸ کرور (۴۷٫۴۳ میلیون دلار)                          | [ n ۵ ]              |
| ۴۵   | ۳۱  | مسابقه ۳                     | ۲۰۱۸ | سلمان خان فیلمز صنایع تیپس                        | هندی              | ۳۰۵٫۱۶ کرور (۴۴٫۶۲ میلیون دلار)                          | [ ۵۴ ]               |
| ۴۶   | ۲۰  | کابالی                       | ۲۰۱۶ | وی کرییشنز                                        | تامیلی            | ۳۰۰ کرور (۴۰ میلیون دلار)                                |                      |
| ۴۷   | ۳۹  | سوریاوانشی                   | ۲۰۲۱ | ریلاینس انترتینمنت دارما پروداکشنز                | هندی              | ۲۹۴٫۱۷ کرور (۳۷ میلیون دلار)                             | [ ۷۲ ]               |
| ۴۸   | ۳۸  | عملیات مریخ                  | ۲۰۱۹ | کیپ آف گود فیلمز فاکس استار استودیوز              | هندی              | ۲۹۰٫۵۹ کرور (۴۱٫۲۷ میلیون دلار)                          | [ ۷۳ ]               |
| ۴۹   | ۲   | روبات                        | ۲۰۱۰ | سان پیکچرز                                        | تامیلی            | ۲۹۰ کرور (۶۳٫۴۲ میلیون دلار)                             | [ ۷۴ ]               |
| ۵۰   | ۳۴  | بیگیل                        | ۲۰۱۹ | ای‌جی‌اس انترتینمنت                                 | تامیلی            | ۲۸۵–۳۰۰ کرور (۴۰–۴۳ میلیون دلار)                         | [ ۷۵ ] [ ۷۶ ] [ ۷۷ ] |
| ۵۱   | ۳۵  | خانه شلوغ ۴                  | ۲۰۱۹ | نادیادوالا گرندسان انترتینمنت فاکس استار استودیوز | هندی              | ۲۸۰٫۲۷ کرور (۳۹٫۸ میلیون دلار)                           | [ ۷۸ ]               |

### یادکردهای گیشه
1. ↑  Secret Superstar – ₹۹۶۶٫۸۶ crore (۱۵۴ million دلار آمریکا)[۱۴]
  - India and چین بزرگ – ₹۹۲۶٫۵۵ crore[۱۵]
  - Other territories – ₹۴۰٫۳۱ crore[۱۶]
2. ↑  Bajrangi Bhaijaan worldwide gross – ۹۶۹٫۰۶ crore (US$151.06 million)[۱۴]
  - India – ₹۴۴۴٫۹۲ crore[۱۷]
  - Overseas – ۷۶۶۷۵۰۶۶ دلار آمریکا (₹۵۲۴٫۱۴ crore)
    - First phase (2015–2016) – ۳۰٫۹ million دلار آمریکا[۱۸] (₹211.05 crore)[۱۹]
    - Final phase (2018–2019) – ۴۵۷۷۵۰۶۶–۴۷۸۴۰۷۰۲ دلار آمریکا (₹۳۱۳٫۰۹ crore+)[۲۰]
      - China – ۴۵,۵۳۴,۳۶۴–۴۷,۶۰۰,۰۰۰ دلار آمریکا[۲۱][۲۲]
      - Japan – $196,062[۲۳]
      - Turkey – $44,640[۲۱]
3. ↑  Dhoom 3 worldwide gross: ₹۵۵۵٫۸۹ crore[۳۰] (۱۰۱ million دلار آمریکا)[۱۴]
  - Domestic gross: ₹372 crore[۳۱] (US$۶۳ million)
  - Overseas gross: US$29.68 million (₹183.89 crore)
    - China – ۱٫۳۵ million دلار آمریکا[۳۲] (₹8.24 crore)[۳۳]
    - Other territories – US$28.33 million[۳۴] (₹175.65 crore)[۳۵]
4. ↑  Hindi Medium – ₹۳۲۳٫۳ crore
  - India – ₹۹۶٫۶۵ crore[۶۳]
  - Overseas – ۳۴٫۹۱۲ million دلار آمریکا (₹۲۲۶٫۶۵ crore)
    - China – ۳۲,۷۱۲,۲۴۶ دلار آمریکا[۶۴] (₹خطای عبارت: عملگر < دور از انتظار crore)
    - Other territories – ۲٫۲ million دلار آمریکا (₹۱۴٫۲۵ crore)[۶۵]
5. ↑  Raees worldwide gross:
  - Domestic: ۲۱۳ crore ({{INRConvert/خطای عبارت: نویسه نقطه‌گذاری شناخته نشده «۱»|213|7||USD|year={{{year}}}}})[۷۰]
  - Overseas: US$14.1 million (₹95.88 crore)[۷۱]